# Établissement et service d'accompagnement par le travail
Pour les articles homonymes, voir ESAT et CAT.
Un établissement et service d'accompagnement par le travail (ESAT) est, en France, depuis 2023, un établissement médico-social de travail protégé, réservé aux personnes en situation de handicap et visant leur insertion ou réinsertion sociale et professionnelle. Avant 2005, ce type d'établissement était appelé centre d'aide par le travail (CAT). En 2005, il prend l'appellation d'établissement et service d'aide par le travail. À partir de 2021, l'appellation courante retenue par le gouvernement est établissement et service d'accompagnement par le travail,, la législation et la règlementation n'étant modifiées qu'en 2023, avec la loi no 2023 1196 du 18 décembre 2023 pour le plein emploi.
Les ESAT accompagnent les personnes en situation de handicap ne pouvant travailler ni en milieu ordinaire ni en entreprise adaptée, pour exercer une activité professionnelle, maintenir les acquis scolaires et développer des compétences professionnelles. Ils sont à la croisée des chemins entre le productif et l'éducatif, puisqu'ils doivent fournir un travail adapté aux différents publics accueillis, mais ils ont également pour mission de favoriser l'autonomie sociale de ces mêmes personnes.
La plupart du temps, les ESAT sont gérés par des associations privées à but non lucratif. Leur planification, leur autorisation, leur tarification et leur contrôle relèvent de la compétence du directeur général de l'agence régionale de santé.
Un ESAT est à la fois : 
- un établissement médico-social, relevant des dispositions du Code de l'action sociale et des familles[4] ;
- une structure de mise au travail, qui peut donc être considérée comme une entreprise ayant un rôle de production ou de service contribuant à son budget.

Le système d'ESAT fait l'objet de critiques de la part de certains de ses usagers, qui témoignent de conditions de travail difficiles, d'infantilisations régulières, n'accèdent pas aux droits des travailleurs, et sont maintenus financièrement dans la précarité.

## Histoire
Selon un rapport du Sénat, « La prise en charge du handicap à travers une politique publique dédiée a été tardive en France. [...] Face à la carence du secteur public, c'est le milieu associatif qui a pris l'initiative de créer des institutions spécialisées dans l'accueil et l'accompagnement des personnes handicapées. Les premières grandes associations de personnes handicapées sont apparues dans l'entre-deux-guerres, afin de prendre en charge un nombre important de mutilés de guerre ainsi que des accidentés du travail, à l'instar de l'Association pour l'insertion sociale et professionnelle des personnes handicapées (ADAPT) en 1929 ou de l'Association des paralysés de France (APF) en 1933. »
Le travail en milieu protégé est créé durant les années 1950 par des associations composées de proches et de familles de personnes handicapées. La loi n° 57-1223 du 23 novembre 1957 sur le reclassement professionnel fait apparaître le terme de « travailleur handicapé » et sa définition, ainsi que la notion de « travail protégé. » Est alors créé un conseil supérieur pour le reclassement professionnel et social des travailleurs handicapés.
La loi n° 75-534 du 30 juin 1975 d'orientation en faveur des personnes handicapées a marqué l'apparition d'une politique du handicap.Elle crée la commission technique d’orientation et de reclassement professionnelle (COTOREP).
L'article 39 de la loi n° 2005-102 du 11 février 2005 relative à l'égalité des droits et des chances, la participation et la citoyenneté des personnes handicapées, qui substitue la commission des droits et de l'autonomie des personnes handicapées (CDAPH) à la COTOREP, met fin aux CAT en instituant les ESAT. De nombreuses modifications du régime d'activité de ces établissements sont apportées dont le mode de rétribution des travailleurs handicapés, leurs droits sociaux et à la formation, le contrat de soutien et d'aide par le travail,.
En 2013, le ministère délégué aux Personnes Handicapées et à la Lutte contre l'Exclusion annonce qu'il n'y aura pas de création de nouvelles places en ESAT pour l'année 2014.
En 2015, l'occasion d'une question préjudicielle adressée par la Chambre sociale de la Cour de cassation, la Cour de justice de l'Union européenne a jugé que le travailleur handicapé d'ESAT est un travailleur au sens du droit européen,. Munie de cette réponse, la Cour de cassation a décidé que le travailleur handicapé d'ESAT n'est néanmoins pas un salarié puisqu'il a le statut d'usager d'un établissement ou service social et médico-social.

### Demandes de l'ONU
En 2017, Catalina Devandas-Aguilar, rapporteure spéciale de l'Organisation des Nations unies (ONU) sur les droits des personnes handicapées, publie un rapport préliminaire et rappelle que la Convention relative aux droits des personnes handicapées, ratifiée par la France en 2006, doit primer sur le droit français ; elle se dit « inquiète car une partie de la législation française n'est pas en accord avec cette convention ». Elle considère qu'« il n’existe pas de bons établissements dans la mesure où tous imposent un mode de vie donné, qui entrave la capacité de l’individu à mener une vie décente sur la base de l’égalité avec les autres ». En mars 2019, elle publie son rapport définitif, très critique envers les établissements et services pour personnes handicapées dont font partie les ESAT, et propose de « remplacer ces solutions discriminatoires et paternalistes par des mesures gouvernementales de protection sociale qui favorisent la citoyenneté, l’inclusion sociale et la participation communautaire ».
Pourtant, en octobre 2019, le rapport de l'Inspection générale des affaires sociales sur les ESAT « (ré)affirm[e] l’utilité et l’importance des ESAT comme facteur d’inclusion pour les personnes ayant un handicap important », lesquelles « sans l’existence de ces structures, seraient fortement exposé[e]s au chômage, à l’inactivité et à l’isolement ».

### Évolutions des droits des travailleurs d'ESAT
Sous la pression conjuguée de l'ONU et d'associations de défense des droits des personnes handicapées, Sophie Cluzel, secrétaire d'État chargée des Personnes handicapées, engage en 2021 un chantier de réforme du travail protégé. Après concertation avec les parties prenantes du secteur social et médico-social, cette démarche aboutit à la définition et à la mise en œuvre du « plan de transformation des ESAT » de 2022,.
Les travailleurs handicapés sont considérés comme des « usagers du médico-social » et non comme des « salariés », conformément au Code de l'action sociale et des familles. En 2023, l’Union nationale interfédérale des œuvres et organismes privés non lucratifs sanitaires et sociaux (Uniopss) demande « que les travailleurs d'ESAT puissent être considérés à la fois comme des usagers du secteur médico-social et comme des salariés » et qu’ils bénéficient de « l’ensemble des droits garantis par les conventions de l'Organisation internationale du travail, le code du travail, ainsi que les conventions collectives »,.
Les évolutions des ESAT se traduisent, sur le plan législatif, par la loi du 18 décembre 2023 pour le plein emploi, qui leur consacre la plus grande partie du titre III. Ainsi, depuis le 1er janvier 2024, les travailleurs d'ESAT ont obtenu le droit de grève et le droit syndical, mais ils ne sont toujours pas considérés comme des salariés, ce qui ne leur permet ni d'être rémunérés au SMIC, ni d'être couverts par le code du travail.

## Financement
Le financement de l’ESAT est pris en charge initialement par l'État, et depuis le 1er janvier 2017 les ESAT sont financés par l'Assurance maladie via la CNSA. Le modèle économique des ESAT repose sur un budget nourri à la fois par le chiffre d’affaires obtenu par les activités professionnelles et à la fois par la totalité du montant des aides transmis, directement et indirectement, par l’État : 
- investissements en 2013 : 2,5 millions d'euros.
- investissements en 2014 : 3,5 millions d'euros.

En 2012, un projet de loi sur la décentralisation prévoyait le transfert du financement des ESAT vers les conseils généraux.

## Conditions pour travailler en ESAT
Pour travailler dans un ESAT, il faut :
- être travailleur handicapé reconnu et orienté par la Commission des droits et de l’autonomie des personnes handicapées (CDAPH), anciennement COTOREP et CDES ;
- avoir obtenu une Reconnaissance en Qualité de Travailleur Handicapé (RQTH) ;
- être âgé d'au moins 20 ans (dérogation possible à partir de 16 ans, effectuée par la CDAPH) ;
- avoir une capacité de travail inférieure à 1/3 de la capacité de gain ou de travail d'une personne valide ou, pour une personne dont la capacité de travail est supérieure ou égale au 1/3 de la capacité d'une personne valide, avoir besoin d'un ou plusieurs soutiens médicaux, éducatifs, sociaux ou psychologiques ;
  - ou présenter des difficultés d'adaptation en milieu ordinaire de travail ou en entreprise adaptée ;
  - ou avoir besoin d'un soutien psychologique, médical ou socio-éducatif.

## L'ESAT, établissement médico-social
L’appellation CAT (Centre d’Aide par le Travail) a été changée par la loi du 11 février 2005 en ESAT (Établissement et Service d’Aide par le Travail). Avec cette nouvelle appellation, les ESAT doivent proposer des activités en rapport avec le travail et non plus des activités extra-professionnelles. Ces dernières ne sont pas comptées dans le temps de travail contrairement aux activités en rapport avec le travail. Afin qu’une activité soit considérée dans le cadre du travail elle doit apporter une aide concrète au travailleur dans son activité professionnelle.
Chaque ESAT est autorisé, tarifé et contrôlé par l'Agence régionale de santé (ARS) et relève du Code de l'action sociale et des familles. Leur création et, dans une certaine mesure, leur modification sont soumises à l'autorisation du directeur général de l'ARS au terme d'une procédure d'appel à projet.
Les dispositions du Code du travail ne s'appliquent globalement pas aux travailleurs handicapés des ESAT, sauf celles concernant la sécurité et l'hygiène, ainsi que la médecine du travail. En effet, les personnes en situation de handicap ne sont pas considérées comme salariés de l'ESAT mais comme usagers d’établissement médico-social. Toutefois, une évolution de la jurisprudence communautaire intervenue le 26 mars 2015, qui tient à la reconnaissance des travailleurs handicapés d'ESAT comme travailleurs au sens du droit de l'Union, est susceptible de conduire prochainement à une requalification en salariat.
Lors de l'admission dans un ESAT il n'y a ni contrat de travail, ni embauche, il s'agit d'une orientation CDAPH. Un décret du 23 décembre 2006 a inséré dans le CASF un nouvel article D. 311-0-1 en vertu duquel le contrat de soutien et d'aide par le travail doit être signé par le directeur de l'établissement et la personne dans le mois suivant son admission. Ce contrat doit ensuite être transmis à la Maison départementale des personnes handicapées (MDPH).
Le médecin du travail donne son avis sur les aptitudes des travailleurs handicapés et l'aménagement des postes est fait par l'ESAT.
La législation et la règlementation applicables aux ESAT recèlent de multiples spécificités qui sont liées à la double nature de leur activité (médico-sociale et économique), à la diversité des publics qu'ils accueillent, à leur modèle économique et budgétaire. Ces spécificités font des ESAT des établissements particuliers au sein de la typologie des « établissements et services sociaux et médico-sociaux ».
Les droits des travailleurs handicapés sont protégés par les mêmes dispositifs que ceux qui s’appliquent aux personnes accueillies ou accompagnées par les autres catégories d’établissements et services sociaux et médico-sociaux (ESSMS).
La loi pour le plein emploi apporte de nouveaux droits pour les travailleurs des Esat : le nouvel article L.344-2-9 du code de l'action sociale et des familles prévoit pour eux l'application de quelques articles supplémentaires du code du travail. Ces travailleurs pourront notamment, à partir du 1er janvier 2024, faire grève et se syndiquer.
La loi prévoit aussi la création au sein de chaque ESAT d'une instance de représentation où les « personnes handicapées accueillies » disposeront de représentants. 

## Les missions des ESAT
Les ESAT visent notamment à :
- favoriser l'intégration professionnelle des personnes (momentanément ou durablement) dans l'incapacité d'assurer un poste en entreprise adaptée ou dans le milieu ordinaire de travail[35] ;
- permettre aux personnes qui en manifestent le désir et les capacités de quitter l'ESAT pour accéder au milieu ordinaire de travail ou à une entreprise adaptée[35] ;
- faire bénéficier d'un soutien médico-social et éducatif[35] ;
- favoriser l'intégration sociale, l'apprentissage de métier ou le développement de compétences[36] ;
- avoir un impact relationnel et psychologique à travers une activité effectuée dans un cadre contenant et rassurant (réassurance, estime de soi, rupture d'isolement)[réf. souhaitée].

## Le travail en ESAT
Les activités en ESAT se pratiquent soit sous la forme d’ateliers intra-muros dans les locaux de l’ESAT ou dans une entreprise ordinaire sous forme de détachement ou de mise à disposition d’un ou plusieurs travailleurs en situation de handicap.
Le Moniteur d'atelier est un professionnel qui offre un accompagnement et un encadrement aux travailleurs de l’ESAT dans les activités professionnelles.
Il s'agit d'un travail adapté selon le handicap des personnes, souvent sous forme de sous-traitance, notamment en espaces verts, entretien de locaux, conditionnement, restauration collective, blanchisserie industrielle,, ou des activités artisanales telles que l'ébénisterie, le rempaillage et cannage de chaise, ou encore de production alimentaire.
Un même ESAT peut ainsi proposer plusieurs activités professionnelles. C’est donc en fonction de ses désirs identifiés par le projet professionnel et personnel (PPP) mais aussi de ses capacités, qu’une personne sera orientée vers une activité.
Monique Combes-Joret examine les pratiques de gestion des ressources humaines (GRH) des ESAT, et en conclut que les dix établissements visités « sont parvenus à créer des environnements capacitants propices au développement des personnes accueillies, à la restauration de leur estime de soi et de leur insertion socioprofessionnelle », mais aussi que « le milieu protégé a encore du chemin à parcourir pour le respect des droits des personnes en situation »
Depuis la loi 3DS, les travailleurs peuvent accéder à une passerelle permettant d'accéder à un emploi à mi-temps en milieu ordinaire avec un travail en Esat.
Dans le cadre de son rapport rendu pour la Fondation Jean-Jaurès en 2023, la philosophe Gabrielle Halpern estime que les ESAT peuvent inspirer les environnements de travail dits « ordinaires » de par un accent plus important mis sur les potentialités et l'avenir de la personne, et une approche du travail plus individualisée.

### Types de handicap des travailleurs d'ESAT
On recensait en 2017 dans les ESAT :
- 64% de déficiences intellectuelles,
- 23% de troubles du psychisme,
- 3% de déficience motrice,
- 2% de déficience sensorielle,
- 2% de troubles autistiques et
- 6% d'autres handicaps.

### Rémunération des travailleurs d'ESAT
Le travailleur en situation de handicap perçoit une indemnisation compensatrice pour activité comprise entre 55 % et 110 % du Smic horaire. L'aide au poste versée par l'État ne peut être supérieure à 50% de ce salaire. En 2012 environ 75% des usagers cumulent ce salaire avec l’allocation pour adulte handicapé et perçoivent donc une rémunération globale proche du SMIC. En cas de temps partiel, l'indemnisation compensatrice pour activité garantie est réduite en conséquence.
Les travailleurs d'ESAT reçoivent une « aide au poste » versée par l'État et incluse dans le bulletin de salaire, afin que l'indemnisation compensatrice pour activité minimum garantie soit de 55,7 % du SMIC,.
Cette rémunération est généralement complétée par l'Allocation aux adultes handicapés, versée par la CAF. La pension d'invalidité peut s'ajouter

### Trajectoire professionnelle
Une étude de la sociologue du travail Mathéa Boudinet publiée en 2021, à partir de méthodes qualitatives et quantitatives, « montre que la majorité des personnes interrogées ne souhaite pas travailler en milieu ordinaire » et conclut qu'un très faible nombre de travailleurs d'ESAT quittent cet environnement pour rejoindre l'emploi ordinaire, tandis que pour les autres « rester en ESAT semble évident [...] de manière générale parce que les ESAT proposent un environnement de travail adapté physiquement, un soutien médico-social, une source de revenu stable et l’assurance de pouvoir garder une activité sur le long terme ». 
Pour l'usager, exprimer une volonté de quitter l'ESAT ne suffit pas, car la décision de sortie est conditionnée par des équipes encadrantes qui « effectuent un tri ». Certains travailleurs d'ESAT témoignent avoir été découragés de se former et de partir en milieu ordinaire par leurs équipes encadrantes. Les personnes qui déclarent vouloir quitter l'ESAT pour rejoindre le milieu ordinaire sont essentiellement celles qui ont déjà travaillé en milieu ordinaire par le passé, une population majoritairement masculine et jeune.
Les données d'ES Handicap 2014 montrent qu'environ 3 % d'entre eux quittent l'ESAT, après une durée de travail en ESAT de treize ans en moyenne. Plus de la moitié de ces 3 % de personnes rejoignent une autre institution médico-sociale (telle qu'un foyer ou un hôpital), un tiers deviennent sans activité ni prise en charge médico-sociale, 18 % rejoignent une autre structure de travail protégé ou accompagné.

## Critiques et polémiques

### Livres critiques
En 2002 paraît l'ouvrage polémique L'Enquête interdite : Handicapés, le scandale humain et financier, écrit par Pascal Goby, ancien administrateur de l’Insee, et qui dresse un tableau noir des centres d’aide par le travail (terminologie de l'époque) qu'il qualifie d'usines exploitant des handicapés.
En 2022 paraît le livre d'enquête Handicap à vendre du journaliste Thibault Petit, qui dénonce le système et les conditions de travail d'ESAT,. Les témoignages relevés auprès d'usagers pendant les six ans d'enquête de Thibault Petit font apparaître dans les établissements concernés un mal-être, une infantilisation et des humiliations régulières, en raison notamment des objectifs managériaux de rentabilité et de productivité imposés aux usagers, inscrits dans le contexte d'un « business du handicap »,. Cet ouvrage suscite de réactions indignées de la part de dirigeants du secteur qui « dénoncent une vision partiale et éloignée de la réalité de l’ensemble du secteur » et une généralisation abusive à partir d'un faible échantillon d'ESAT. Ainsi, selon Jacques Serpette, directeur général de l’Adapei de l’Eure, l'enquête journalistique de Thibault Petit est construite sur « un recueil de quelques témoignages de travailleurs qui ont rencontré des difficultés parfois graves et inacceptables avec leur ESAT et des propos d’une petite poignée de directeurs qui n’ont manifestement pas compris la mission d’un ESAT ». L'exploitation d'ouvriers handicapés est ainsi présentée comme de l'action sociale par des responsables d'ESAT interrogés par le journaliste. Thibault Petit relève par exemple dans des ESAT qu'il a visités une « asymétrie des positions [...] inscrite dans l’organisation même de l’espace à travers le délabrement ou la température glaciale des salles de repos et des ateliers réservés aux « usagers », ou bien [qui] se matérialise par l’inégal coût du café, ces derniers le payant plus cher que le personnel du secteur médico-social ».

### Investigations médiatiques
En juillet 2021, le magazine Alternatives économiques publie une enquête au sujet des ESAT, mettant en cause certains établissements qui imposent des objectifs de productivité et mettent une pression au travail, s'éloignant ainsi de « leur mission d’accompagnement médico-social des travailleurs handicapés » tout en « assurant la rentabilité économique imposée par des budgets contraints ».
En 2023, le journaliste d′Arrêt sur images Maurice Midena analyse les médias français qui valorisent le travail en ESAT, et conclut qu'ils font souvent l'impasse sur l'aspect social, en se contentant d'effectuer la promotion des entreprises qui sous-traitent avec ces ESAT. Acheter des produits fabriqués en ESAT est présenté comme une bonne action favorisant l'inclusion des personnes handicapées, alors que le travail en ESAT est ségrégatif. D'autre part, il remarque que les travailleurs d'ESAT ne sont pas montrés dans ces médias, ou alors seulement pendant qu'ils sont sur leur lieu de travail, ce qui empêche la diffusion de leur parole libre dans les médias français. La présentation des produits fabriqués en ESAT sous l'angle des prix bas et du made in France fait aussi l'impasse sur la rémunération très basse versée par les ESAT, soit en moyenne 11 % du SMIC en 2015.
En janvier 2024, l'émission Cash Investigation se penche sur les cadences imposées dans certains ESAT à travers l'exemple d'un sous-traitant de Schneider Electric dans la banlieue de Grenoble. Dans cet ESAT, les cadences imposées conduisent les travailleurs à des maladies professionnelles et des pensées suicidaires, en raison de la pression de leurs encadrants,. La ministre déléguée chargée des personnes handicapées Fadila Khattabi interviewée à ce sujet par la journaliste Élise Lucet s'insurge contre de telles pratiques qui ne sont pas selon elle représentatives de la mission première d'accompagnement médico-social auprès des travailleurs d'ESAT : « On n’est pas là pour faire du chiffre, on est là pour les accompagner. On ne doit pas mettre leur santé en danger. »

### Critiques associatives
En décembre 2023, l'Association nationale de défense des malades, invalides et handicapés (AMi) est à l'initiative d'une lettre ouverte à la première ministre pour accorder le statut de salarié à tous les travailleurs d'ESAT, sans avoir sollicité la signature des grandes associations gestionnaires d'ESAT afin de « rester totalement indépendants » selon le président de l'association, François Couturier. Dans une interview publiée dans l'Obs en janvier 2024, ce dernier considère que le problème se trouve « entre les associations gestionnaires et l’État. Reconnaître ces travailleurs comme des salariés impliquerait d’augmenter leur rémunération, ce qui nécessite de trouver des financements supplémentaires ». Il souligne aussi que malgré la demande que l'ONU a adressé à la France pour fermer les structures ségrégatives, « le gouvernement n’est pas dans une perspective de fermeture des établissements spécialisés, mais de donner des nouveaux droits. On reste encore bien loin de l’égalité à côté des salariés ».
Le 1er février 2024, l'association « Handicap parlons vrai » demande la création d'une cellule indépendante dans chaque Agence régionale de santé (ARS), qui serait chargée d'évaluer les signalements de maltraitances en ESAT.

### Critiques politiques
Dans son article publié dans la revue communiste Contretemps et dans l'hebdomadaire Politis, Lili Guigueno, « militante antivalidiste », estime qu'en dépit du narratif déployé autour du « plan de transformation des ESAT » notamment par le Conseil national consultatif des personnes handicapées, « la France est en totale contradiction avec le droit international », car la ségrégation des travailleurs d'ESAT est maintenue par les associations gestionnaires avec le soutien des pouvoirs publics, alors même que l'ONU réclame depuis plusieurs années à la France d'y mettre fin. Elle ajoute que ce modèle ségrégatif repose sur le validisme et sur la marchandisation du handicap. Elle remarque enfin que la question de l'exploitation des travailleurs handicapés n'est pas prise en compte par les formations politiques de gauche.

### Mises en cause de l'ESAT George-Couthon d'Amiens
L'association « Handicap Parlons Vrai » a mis en cause l'ESAT George-Couthon d'Amiens au début de l'année 2020, où 17 usagers témoignent de maltraitances dans ce seul établissement. L'émission Cash Investigation de janvier 2024 a elle aussi mis en cause l'Epsoms 80 « pour des cas de maltraitance dans son établissement Georges-Couthon, qui accueille près de trois cents travailleurs en situation de handicap à Amiens ».
En février 2024, un ex-travailleur de cet ESAT y dénonce également ces maltraitances survenues selon lui depuis la nomination d'un nouveau directeur en 2017, citant des annulations de pauses, des mises en danger et des humiliations régulières des usagers.